# Die Magdeburgische Hochzeit

Im Roman sind die Mägde Anspielungen auf das Stadtwappen

Die Magdeburgische Hochzeit ist ein Roman von Gertrud von le Fort, der, 1937 geschrieben, 1938 im Insel Verlag erschien.
Die Katholische Exzellenz Johann T’Serclaes von Tilly, oberster Befehlshaber der kaiserlichen Armada, Vollstrecker des kaiserlichen Restitutionsedikts, wird vom Obristen von Falkenberg mit der Erstürmung der protestantischen Stadt Magdeburg beschäftigt. Unterdessen will von Falkenbergs oberster Kriegsherr, die Königliche Majestät von Schweden, entlang der Oder nach Schlesien durchbrechen. Tillys Soldateska legt die Stadt in Schutt und Asche. Zwanzigtausend Magdeburger kommen ums Leben.

## Zeit und Ort
Die dargestellte Handlung erstreckt sich vom 15. Oktober 1630 bis zum 20. Mai 1631 in Magdeburg und in Hameln.

## Titel
Der bitter-ironische, zweideutige Titel weist zunächst auf das Magdeburger Brautpaar Erdmuth Plögen und Willigis Ahlemann hin. Außerdem trinkt der kaiserliche General von Pappenheim auf den „Ehrentanz“ mit der „schönen Braut“ Magdeburg und bezeichnet die Erstürmung der seit hundert Jahren lutherischen Stadt als „Magdeburgische Hochzeit“. Zu Tilly sagt Pappenheim: „Die spröden Jungfern… muß man mit Gewalt nehmen!“ und spielt damit auf die Namensgebung der Stadt zur Zeit Kaiser Ottos an. Magdeburg, die Stadt mit der Jungfrau im Wappen, heißt „die Burg der Magd“. In Magdeburg ließ Otto seine „liebste Gemahlin“ Königin Edith begraben. Nach Magdeburg, in den „Schoß der getreuen Magd“, kehrte Otto ein, nachdem er sich „jenseits der Elbe… müde gekämpft hatte“.

## Inhalt
Die evangelisch erzogene Erdmuth und ihr Willigis wollen heiraten. Aber Willigis verlässt im hohen Dom zu Magdeburg „ihrer beider Aufgebot“. Der Bräutigam reitet nach Wolmirstedt zum Feind, zu seinem Onkel Johann Ahlemann, einem Kaiserlichen. Die Botschaft, die Willigis aus Wolmirstedt den Magdeburger Ratsherren bringt, ist inakzeptabel. Die „magdeburgischen Ketzer“ sollen in den Schoss der katholischen Kirche rückgeführt werden. Also lässt Willigis seine Erdmuth weiter warten und reitet zu Tilly nach Hameln. Zwar möchte der Generalissimus Magdeburg verschonen, aber er kann keinen „Frieden mit den Häretikern machen“. Willigis, nach Magdeburg zurückgekehrt, muss mitansehen, wie seine von ihm arg vernachlässigte Erdmuth einen neuen Verehrer gefunden hat; den Obristen von Falkenberg. Willigis wird aus der Heimatstadt verbannt, schließt sich Tilly an und hat nur ein Ziel. Er will von Falkenberg umbringen. Dem Obristen, der sich in Magdeburg eingeschlichen hat, schenken die Magdeburger ihr Vertrauen. Macht er ihnen doch weis, dass die Schweden – von der Oder her – im Anmarsch sind. Verglichen mit den deutschen Katholiken erscheinen den evangelischen Magdeburgern die Schweden als das kleinere Übel. Also übernimmt von Falkenberg, gebürtiger Deutscher in schwedischen Diensten, auf dem Stadtwall das Kommando. Es sieht so aus, als ob sich kein einziger Schwede in der Stadt befindet.
Erdmuth glaubt, der Obrist wolle sie ehelichen. Der denkt nicht daran. Aber er setzt über Erdmuth das Gerücht in Umlauf, der schwedische König wolle sich nach seiner Ankunft bei der schönen Jungfer einquartieren. Der Obrist hofft, die Magdeburger merken nicht zu zeitig, wohin die Reise geht: in den sicheren Tod. Allein der junge Ratsherr Otto Guericke, der einzige Mann mit kühlem Verstand unter den leichtgläubigen Magdeburgern im Roman, erkennt, von Falkenberg ist ein Besessener.
Bevor Tilly die Stadt stürmt, bietet er ihr die Kapitulation an, aber die Ratsherren lehnen erneute katholische Herrschaft ab.
Die Magdeburger haben aber ihr Pulver längst verschossen. Mühelos können die Kaiserlichen in die Stadt eindringen. Der Obrist fällt. Selbst der Generalissimus wird seiner betrunkenen, plündernden Soldateska nicht mehr Herr. Willigis sucht seine Braut und findet Erdmuth geschändet. Er wirft ihr seinen großen alten Reitermantel über und trägt sie aus ihrem brennenden Haus in den Dom, genau an die Stelle, an der er beider Aufgebot verlassen hat. Der Prediger traut Erdmuth und Willigis.
Darauf feiern die Kaiserlichen in derselben Domkirche ihre Messe.

## Zitat
„Den rechten Soldaten erkennt man im Verhalten in der Niederlage“.

## Rezeption
- Der Romantitel stamme von Flugblättern aus der Zeit des Dreißigjährigen Krieges.[8]
- Riegel und van Rinsum[9] zitieren zwei Stellen im Roman, die sich auf den zur Entstehungszeit des Textes in Deutschland herrschenden Nationalsozialismus beziehen könnten. Zudem klingt der Satz „...vor dem Reich braucht ihr euch nicht zu fürchten, das wird in diesem Kriege kurz und klein geschlagen...“[10], der sich acht Jahre nach seiner Niederschrift für Deutschland auf so furchtbare Weise erfüllen sollte, heute wie Prophetie.
- Nach Riegel und van Rinsum[11] stellt die Autorin den Feldherrn Tilly als „tragisch scheiternde Gestalt“ dar.